# Aire urbaine de Mirande
L'aire urbaine de Mirande est une aire urbaine française centrée sur la ville de Mirande.

## Caractéristiques
D'après la définition qu'en donne l'INSEE en 2010, l'aire urbaine de Mirande est composée de 3 communes, toutes situées dans le Gers.
Son pôle urbain est l'unité urbaine de Mirande (couramment : agglomération).

### Communes
Liste des communes appartenant à l'aire urbaine de Mirande selon la nouvelle délimitation de 2010 et sa population municipale en 2010 (liste établie par ordre alphabétique) :
| Nom          | Code Insee | Statut | Superficie (km2) | Population (dernière pop. légale) | Densité (hab./km2) |
| ------------ | ---------- | ------ | ---------------- | --------------------------------- | ------------------ |
| Berdoues     | 32045      |        | 17,65            | 421 (2022)                        | 24                 |
| Mirande      | 32256      |        | 23,42            | 3 442 (2022)                      | 147                |
| Saint-Martin | 32389      |        | 9,07             | 442 (2022)                        | 49                 |

## Évolution démographique
L'évolution démographique ci-dessous concerne l'aire urbaine selon le périmètre défini en 2010.
| 1968  | 1975  | 1982  | 1990  | 1999  | 2009  | 2014  | 2015 |
| ----- | ----- | ----- | ----- | ----- | ----- | ----- | ---- |
| 4 657 | 4 454 | 4 551 | 4 288 | 4 340 | 4 605 | 4 459 | -    |